# 原來 (Beyond精選專輯)
《原來》是beyond1999年發行的精選集。

## 曲目
1. 係要聽Rock N' Roll
2. 光輝歲月
3. 相依的心
4. 無淚的遺憾
5. 誰是勇敢
6. 午夜迷牆
7. 真的愛你
8. 歲月無聲
9. 未知賽事的長跑
10. 衝開一切
11. 大地
12. 喜歡你
13. 無聲的告別
14. 玻璃箱
15. 孤單一吻
16. 孤單一吻(英文版 Demo版)
17. 巨人
18. 再見理想
19. 永遠等待
20. Long Way Without Friends